# Friedrich Teutsch

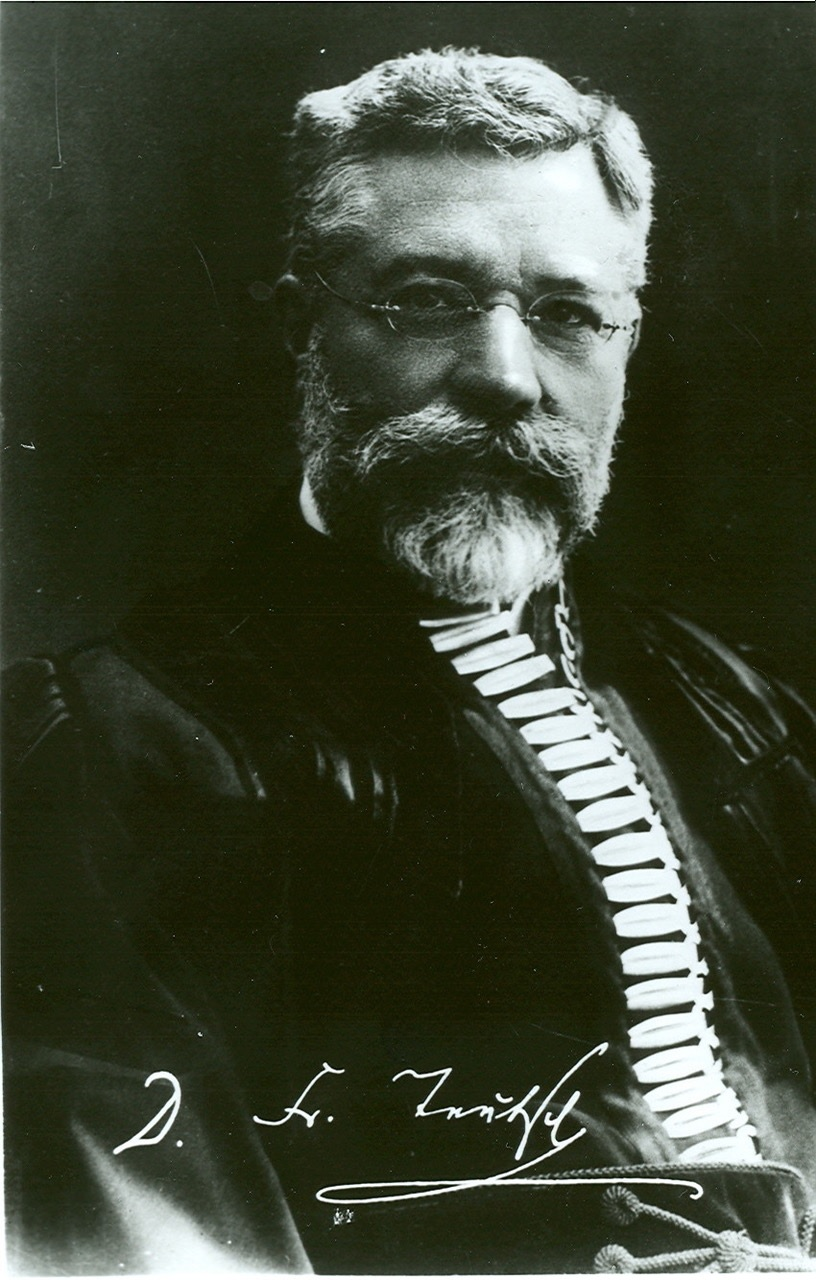
Bischof Friedrich Teutsch

Friedrich Teutsch (* 16. September 1852 in Schäßburg, Siebenbürgen; † 11. Februar 1933 in Hermannstadt) war ein Bischof der Siebenbürger Sachsen.

## Leben
Friedrich Teutsch besuchte die von seinem Vater Georg Daniel Teutsch geleitete Bergschule Schäßburg und 1869/70 die Hermannstädter Rechtsakademie. Anschließend studierte er an der Ruprecht-Karls-Universität Heidelberg, der Universität Leipzig und der Friedrich-Wilhelms-Universität zu Berlin Evangelische Theologie und Geschichte. Zu seinen Lehrern zählen Wilhelm Wattenbach und Heinrich von Treitschke. In Heidelberg wurde er zum Dr. phil. promoviert. Während seines Studiums wurde er 1872 Mitglied des Akademischen Turnvereins Normannia Leipzig (seit 1907 Burschenschaft Normannia Leipzig). Zuerst arbeitete er als Lehrer, dann wirkte er an der Lehrerfortbildung mit. 1889 bis 1896 war er Direktor des Hermannstädter Lehrerseminars. Er regte Fürsorgearbeit und Diasporapflege an. 1896 wurde er Pfarrer in Großscheuern. 1899 ernannte ihn Bischof Friedrich Müller zum Bischofsvikar. 1903 wurde er Stadtpfarrer in Hermannstadt. Von 1906 bis 1932 war er Bischof der Evangelischen Kirche A. B. in Siebenbürgen. Als Bischof der Siebenbürger Sachsen war er qua Amt Mitglied des Senates von Großrumänien. Sein Nachfolger als Bischof wurde Viktor Glondys. 
Teutsch war auch Kirchenhistoriker und verfasste diverse Arbeiten über die Geschichte der Siebenbürger Sachsen. Die von seinem Vater begonnene Geschichte der Siebenbürger Sachsen beendete Teutsch 1926. Seine Bibliographie enthält über 1.300 Einträge. 1922 wurde er als korrespondierendes Mitglied in die Preußische Akademie der Wissenschaften aufgenommen.
Der Cellist Götz Teutsch ist ein Großneffe von Friedrich Teutsch.

## Publikationen
Teutsch verzeichnet 1300 Publikationen. Zu seinen großen Werken zählen:
- Geschichte der Siebenbürger Sachsen für das sächsische Volk, Bde. 2–4, 1907–1926.
- Geschichte der evangelischen Kirche in Siebenbürgen, 1921–1922.
- Die Siebenbürger Sachsen in Vergangenheit und Gegenwart.
- Georg Daniel Teutsch, Geschichte seines Lebens

## Ehrungen
- Ehrendoktor der Universität Jena (1899)
- Ehrenmitglied der Königlich-Preußischen Akademie der Wissenschaften
- Roter Adlerorden 2. Klasse mit dem Stern (Januar 1918)[3]
- Ehrenmitglied der Rumänischen Akademie (1919)
- Das Kultur- und Begegnungszentrum der Evangelischen Landeskirche in Hermannstadt ist nach Friedrich Teutsch benannt.
- Während der NS-Zeit wurde die Burschenschaft Normannia Leipzig, der Teutsch angehört hatte, in eine NS-Kameradschaft mit dem Namen Kameradschaft Friedrich Teutsch umgewandelt (1943)[4]